# Jan Peters (voetballer, 1953)
Wilhelmus Johannes Hendrikus (Jan) Peters (Gorinchem, 20 juli 1953) is een Nederlands voormalig voetballer. De aanvaller kwam uit voor FC Den Bosch '67 en Feyenoord en was eenmalig international.

## Jeugd
Peters kende geen gemakkelijke jeugd. Van zijn vijfde tot zijn elfde jaar leed hij aan een ernstige vorm van reuma en zat hij jarenlang in een rolstoel. Op zijn twaalfde jaar ging hij op voetbal bij GVV Unitas in Gorinchem. Zelf meent hij dat zijn vechtlust, die zo typerend was voor zijn speelstijl, een gevolg is van zijn drang om nooit meer in een rolstoel te hoeven. Ook is hij van mening dat zijn pijngrens erg hoog lag door de pijn die hij tijdens zijn ziekte had doorstaan.
In zijn tienerjaren ontdekte Peters dat de vrouw bij wie hij opgroeide niet zijn moeder was, maar de zus van zijn moeder. Hij bleek als baby in de steek gelaten te zijn, waarna hij werd grootgebracht in het gezin van zijn tante.

## Loopbaan
In de eerste helft van de jaren '70 speelde Peters in de spits bij eerste elftal van Unitas. Hij speelde daar in de Eerste klasse, destijds het hoogste amateurniveau. In 1974 plaatste Unitas zich voor de nieuw te vormen Hoofdklasse, waarin hij nog tot 1976 speelde voor Unitas. Peters kwam in zijn Unitas-tijd tevens uit voor het Nederlands amateurelftal. In de zomer van 1976 werd hij gekocht door FC Den Bosch '67. Hij maakte in de Eerste Divisie naam als goaltjesdief door in zijn eerste seizoen 18 keer het net te vinden. In zijn tweede seizoen bij FC Den Bosch '67 kwam hij tot 17 treffers. In het seizoen 1978-1979 had Peters halverwege het seizoen alweer negen keer gescoord in de Eerste Divisie. In de winterstop werd hij ingelijfd door Feyenoord, als opvolger van de vertrokken Peter Houtman. Reeds bij zijn debuut voor de Rotterdammers, op 4 maart 1979 tegen Sparta, scoorde hij. In de resterende wedstrijden van dat seizoen maakte hij dertien doelpunten. Dit leverde hem een uitverkiezing op voor het Nederlands elftal. Op 22 mei 1979 viel hij in de 57e minuut in tegen wereldkampioen Argentinië, in een wedstrijd ter gelegenheid van het 75-jarig bestaan van de FIFA. Opmerkelijk was dat ook zijn naamgenoot Jan Peters van AZ'67 in deze wedstrijd in het veld stond. De wedstrijd eindigde na 90 minuten in 0-0 en strafschoppen moesten de beslissing brengen. Mede omdat beide Jannen Peters misten won Argentinië. 
Na zijn sterke beginperiode bij Feyenoord kwam Peters in zijn derde seizoen (1980/1981) door blessures minder tot spelen. In 1981 vertrok hij naar KV Kortrijk in België. Later speelde hij voor SC Espinho in Portugal en CE Sabadell in Spanje. Na zijn carrière was hij woonachtig in Barcelona en onder andere werkzaam als voetbalscout.
In 2010 bekende Peters in een interview met het Algemeen Dagblad dat hij tijdens zijn loopbaan geregeld doping kreeg toegediend. Dit gebeurde onder andere voorafgaand aan de finale van de KNVB beker 1979/80, die door Feyenoord met 3-1 van Ajax gewonnen werd. Die beschuldiging was trouwens niet nieuw:  in een zaak voor de tuchtcommissie van de KNVB in 1985 hadden Clemens Westerhof en Richard Budding al de uitvoerder aangewezen: verzorger Gerard Meijer.

## Erelijst

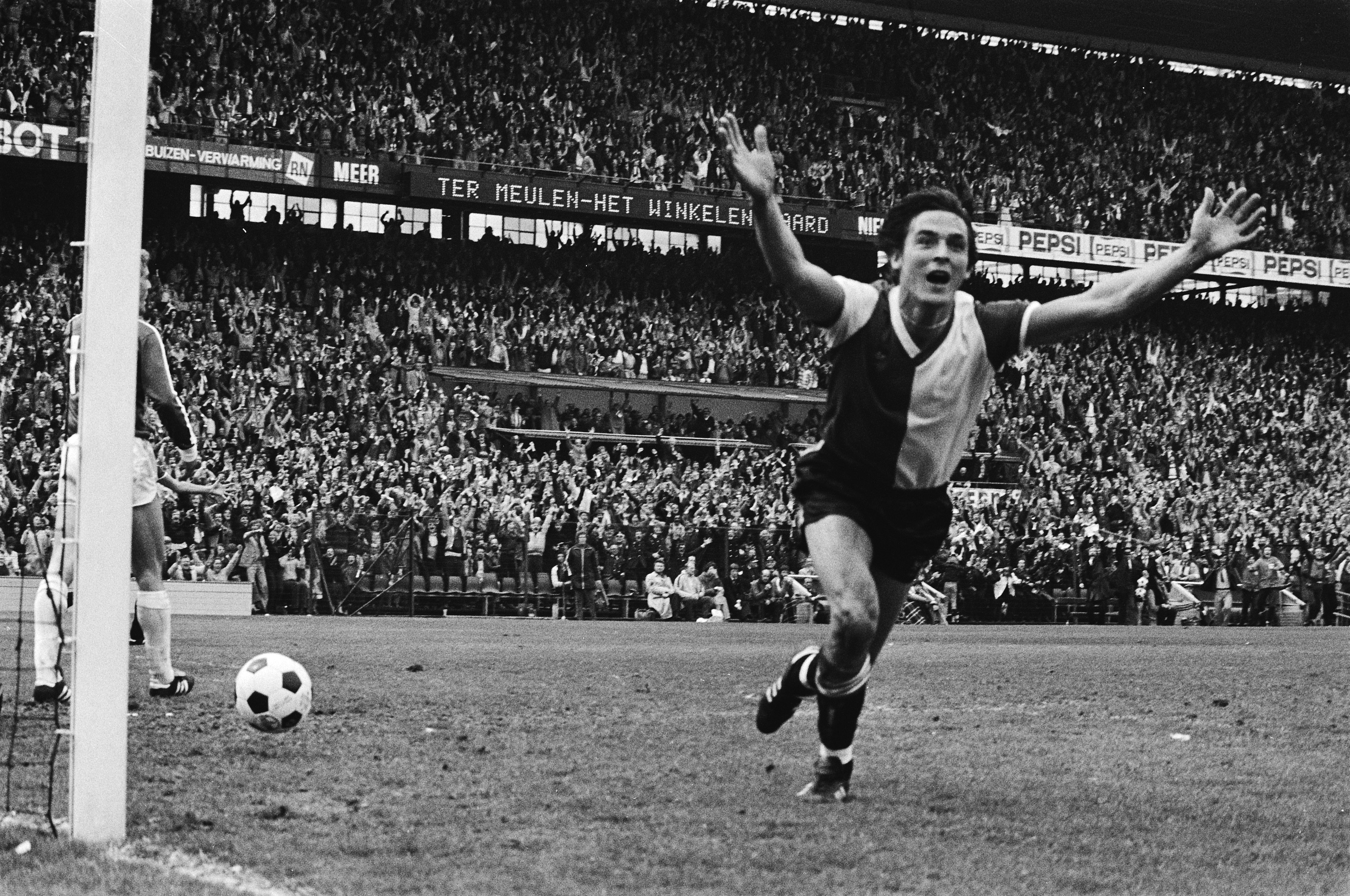
Peters scoort tegen Ajax (1979)

Feyenoord
- KNVB beker

1980